# انگلو امریکن پلاتینیوم
انگلو امریکن پلاتینیوم (به انگلیسی: Anglo American Platinum) شرکت استخراج معدن آفریقای جنوبی است، که دفتر مرکزی آن در شهر ژوهانسبورگ قرار دارد. این شرکت در سال ۱۹۵۵ تأسیس شد و هم‌اکنون یکی از شرکت‌های زیرمجموعه شرکت بریتانیایی انگلو امریکن به‌شمار می‌آید.
شرکت انگلو امریکن پلاتینیوم با در اختیار داشتن ۳۸٪ درصد از سهم بازار فروش پلاتین، به‌عنوان بزرگترین تولیدکننده پلاتین جهان شناخته می‌شود. سهام این شرکت در بازار بورس اوراق بهادار ژوهانسبورگ معامله می‌شود. 